# 國家魚類及野生動物法醫實驗室
國家魚類及野生動物法醫實驗室（英语：National Fish and Wildlife Forensics Laboratory）是一個坐落於美國俄勒岡州阿什蘭的實驗室。它創建於1988年，由美國魚類及野生動物管理局主管，是世界上唯一一座專為野生動物執法機關工作的法醫實驗室。這個實驗室也是瀕臨絕種野生動植物國際貿易公約和國際刑警組織野生動物組的官方犯罪取證室。

## 任務

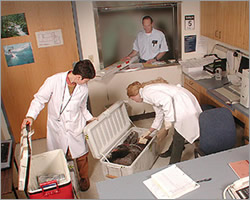
工作人员检查证物

這個實驗室的首要任務是鑒定動物死因，以幫助相關工作人員確定是否有涉關違法行為，同時也通過鑒定和比較物理證據來尋找嫌犯、受害者以及犯罪現場。

## 分工
這個法醫實驗室的工作人員分為4組：
1. 罪案現場調查
2. 調查死因
3. 類型分析
4. 個性化分析

## 外部連結
- 國家魚類及野生動物法醫實驗室官方網站